# 段維
段維（?—?），陝西省岐山縣人，清末政治人物，同進士出身。
光緒二十九年（1903年），辛丑壬寅併科會試第373名。光緒三十年补殿試，登三甲第122名，后以主事分部學習。